# Vogelsangkirche

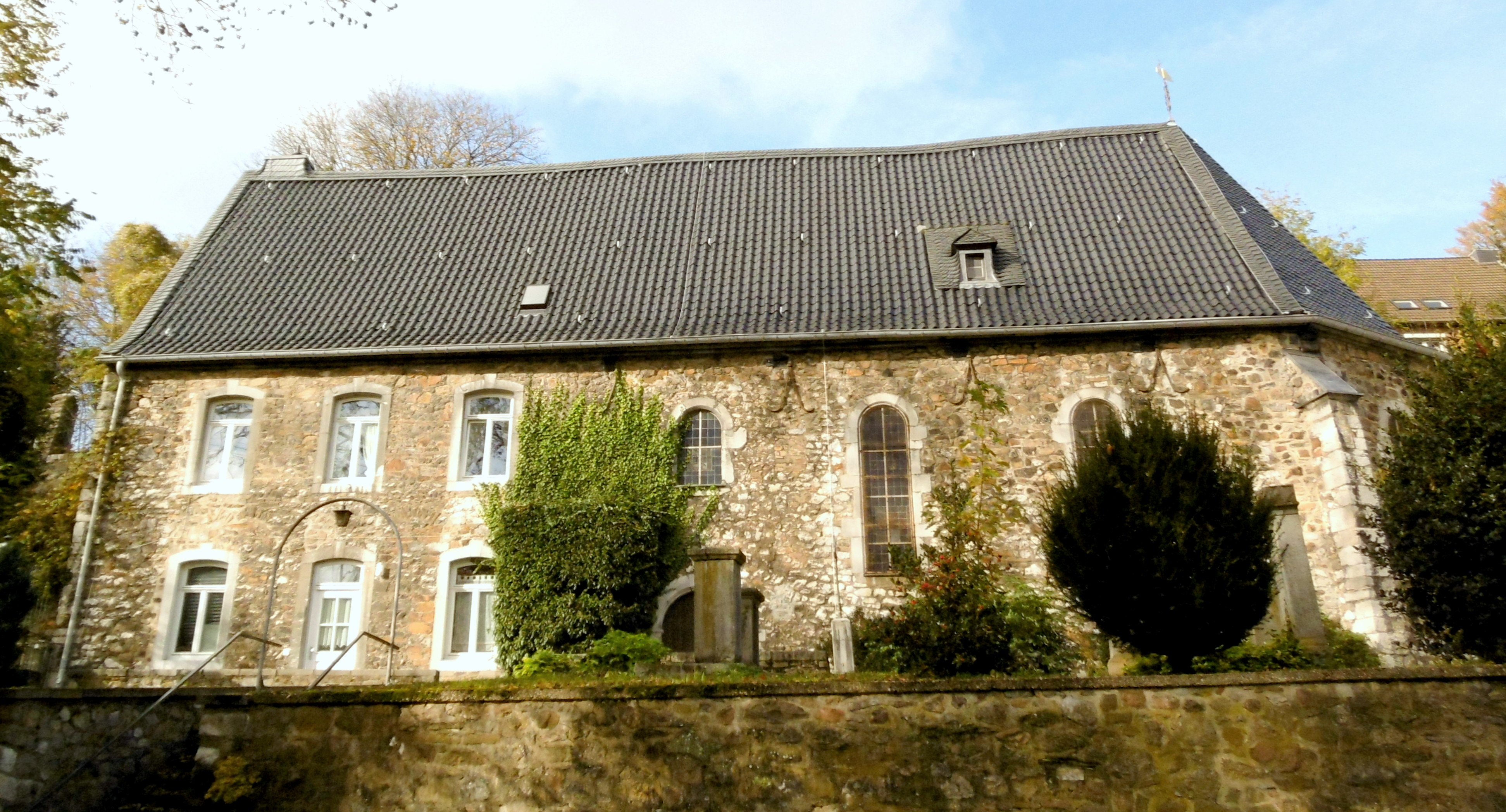
Vogelsangkirche

Die Vogelsangkirche ist eine aus dem Jahre 1647/1648 stammende lutherische Kirche im Stolberger Stadtteil Oberstolberg in der Städteregion Aachen. Benannt ist sie nach dem so genannten Vogelsang, der Flurbezeichnung des östlichen Bereichs der Stolberger Altstadt. Ihre Schlichtheit und bescheidene Architektur spiegelt die begrenzten Mittel der jungen Gemeinde im 17. Jahrhundert wider. Die Kirche ist die älteste lutherische Kirche im Raum zwischen Stolberg und Köln. Sie gehört zur Kirchengemeinde Stolberg im Kirchenkreis Aachen der Evangelischen Kirche im Rheinland.

## Vorgeschichte

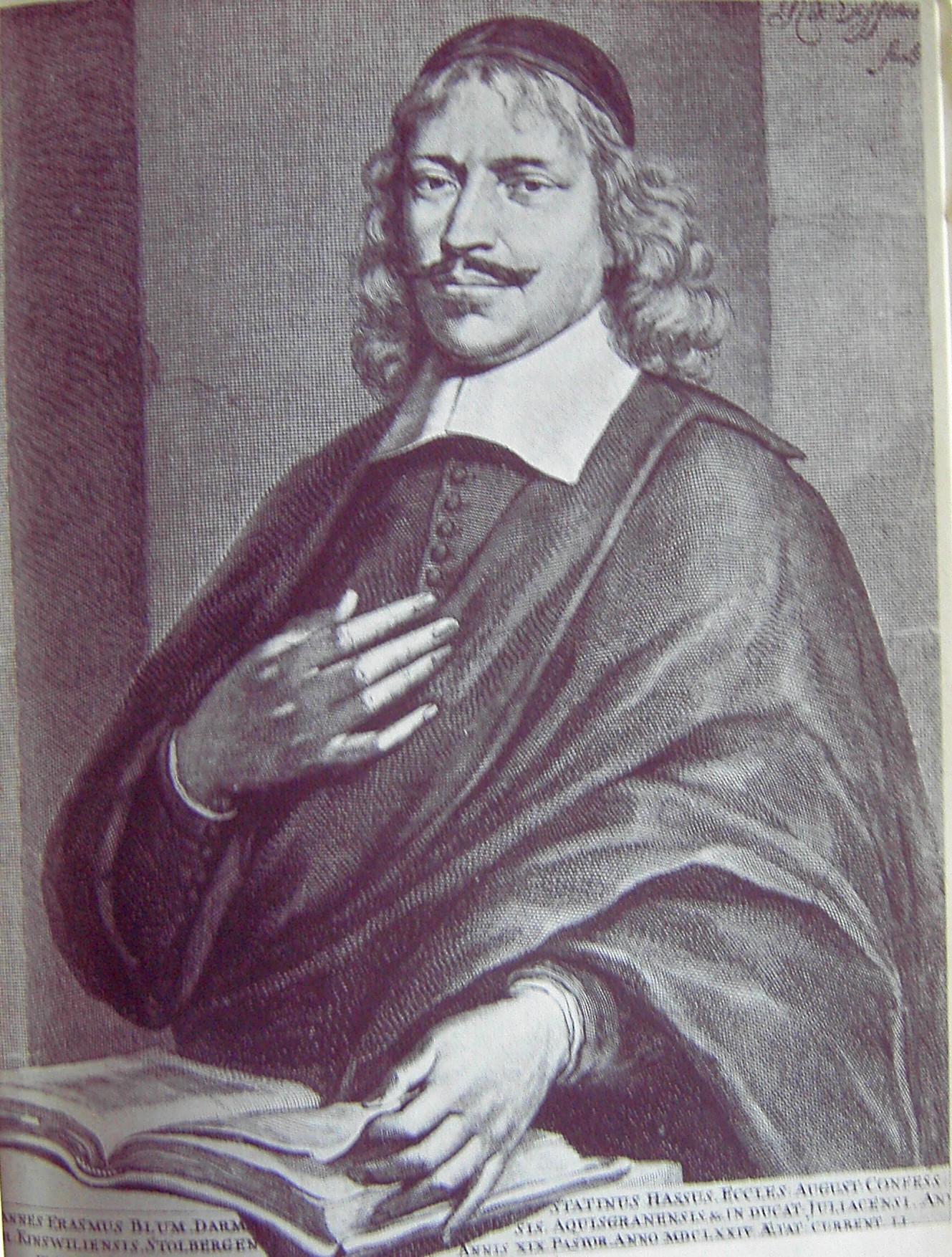
Schlosspastor Johannes Eraßmus Blum

Stolbergs Bewohner lutherischen Glaubens besaßen im 16. Jahrhundert kein eigenes Gotteshaus. Versammlungen fanden im Verborgenen statt. Als der Burgherr Johann von Efferen seine Burgkapelle 1592 den Protestanten zur Verfügung stellte, war dies ein großer Schritt für die wenigen protestantischen Gläubigen Stolbergs. Bis dahin hatte lediglich ein Söller im benachbarten Kupferhof Enkerei als Notbehelf gedient. Dies änderte sich erneut, als 1606 der Burgherr starb und seine Nachfolgerin Odilia von Harff die Kapelle den Katholiken zurückgab. Es gelang zwar, die Kapelle noch bis 1608 nutzen zu dürfen, aber danach fanden Gottesdienste erneut in der Enkerei statt.
Die kleine lutherische Gemeinde entschloss sich, eine Kirche aus Stein zu errichten, aber die finanziellen Möglichkeiten ließen das Projekt vorerst scheitern. Stolbergs lutherische Gemeinde besaß zwar seit 1611 kontinuierlich Prediger, aber als 1647 Pastor Ludwig Halm nach 34 Dienstjahren starb, blieb Stolberg verwaist. In ihrer Verzweiflung wandte sich die Gemeinde an Fürstin Anna geb. Markgräfin zu Baden, Gräfin zu Waldeck, Herrin des Schlosses Kinzweiler bei Eschweiler. Sie überließ Stolberg ihren Schlosspastor Johannes Erasmus Blum († 8. März 1683 in Amsterdam).
Pastor Blum sah nur einen Ausweg. Durch eine Kollekte wollte er Geld sammeln, das einen Kirchenbau ermöglichte. Mit Bittbriefen und Vollmachten ausgestattet, begann der vierundzwanzigjährige Priester Ende Mai 1647 seine Reisen, von der die erste dreihundert Reichstaler erbrachte. Er reiste von 1647 bis 1662 mit Ausnahme von fünf Jahren im Dienste der lutherischen Gemeinde durch Deutschland sowie verschiedene Nachbarländer.
Nachdem am 3. März 1647 von Johannes Dietrich von Efferen die Erlaubnis zum Kirchenbau vorlag, begann die Planung der Kirche. Wer diese vorgenommen hat, ist nicht bekannt. Sicherlich hat Pastor Blum zwischen seiner ersten und zweiten Reise Beiträge hierzu geleistet.
Im Januar 1647 wurde ein Grundstück, der Cruetzhof, gekauft und kurz danach begann der Bau der Kirche. Zum Pfingstfest 1648 wurde er vollendet. Trotz der Spenden benötigte die Gemeinde ca. 70 Jahre, um ihre Schulden zu begleichen.

## Kirchenumfeld

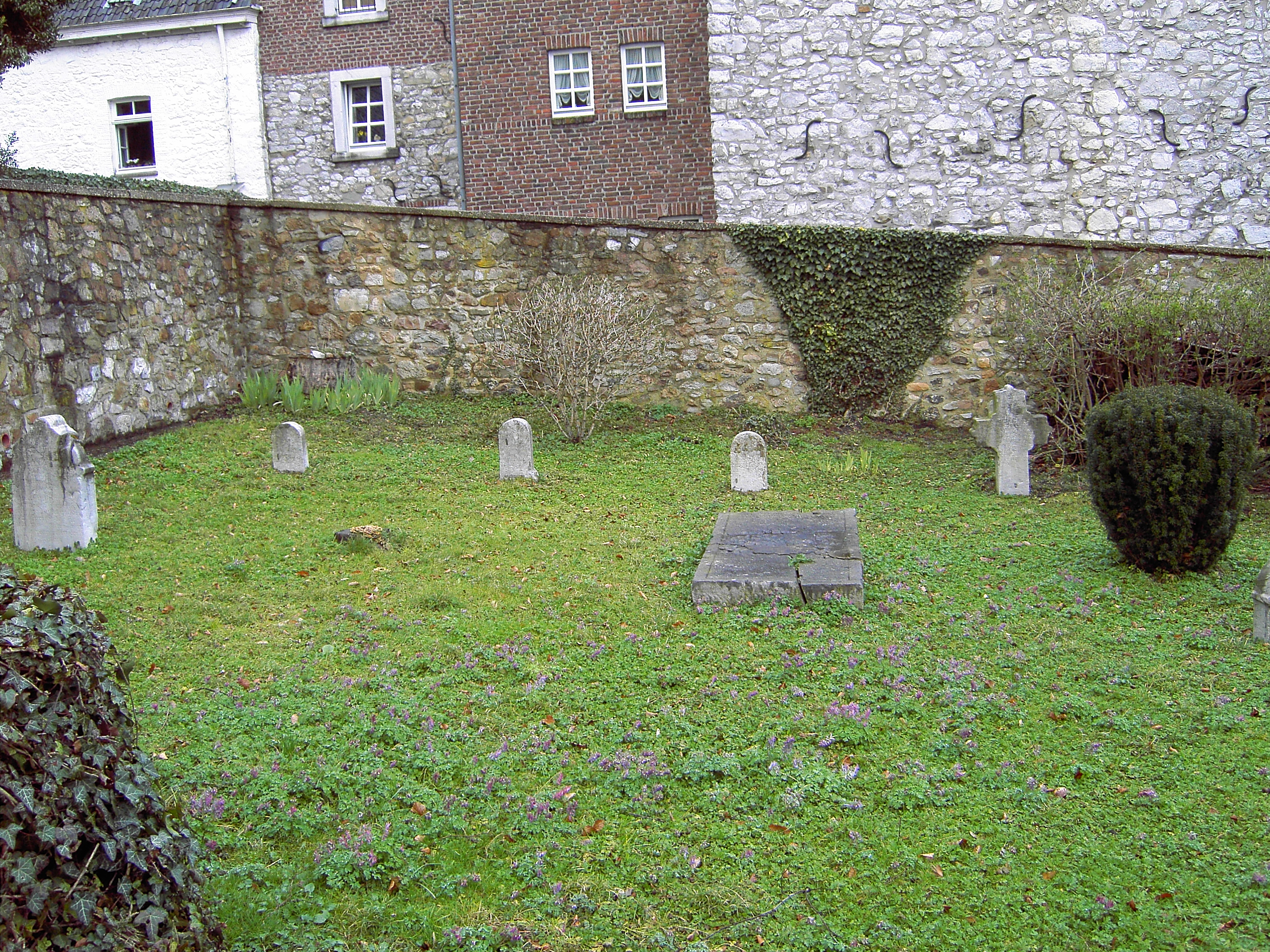
Alter Friedhof vor der Vogelsangkirche

Die Kirche wurde im zentralen Bereich der kleinen Ortschaft Stolberg errichtet. Das Gebäude befand sich in der Nähe der ehemaligen Hauptstraße. Der Zugang zur Kirche erfolgt über den vorgelagerten Friedhof mit historischen Grabsteinen, der nicht mehr genutzt wird.
Eine Treppe führt zu einem Vorplatz, von dem aus die feste Umfriedung des Friedhofs erkennbar wird, die an die Gefährdungen der Gemeinde während des Dreißigjährigen Krieges erinnern.
Die Kirche ist aus dem in der Region häufig benutzten Blaustein errichtet worden und passt sich dem in der Nachbarschaft vorherrschenden Baumaterial an. Das Gotteshaus wurde nach Osten ausgerichtet.
Der Kirche fehlen Kirchturm und Kirchenglocken. Noch heute ersetzen die Glocken der Schwesterkirche auf dem Finkenberg die fehlenden Glocken der Vogelsangkirche.

## Kirchenausstattung

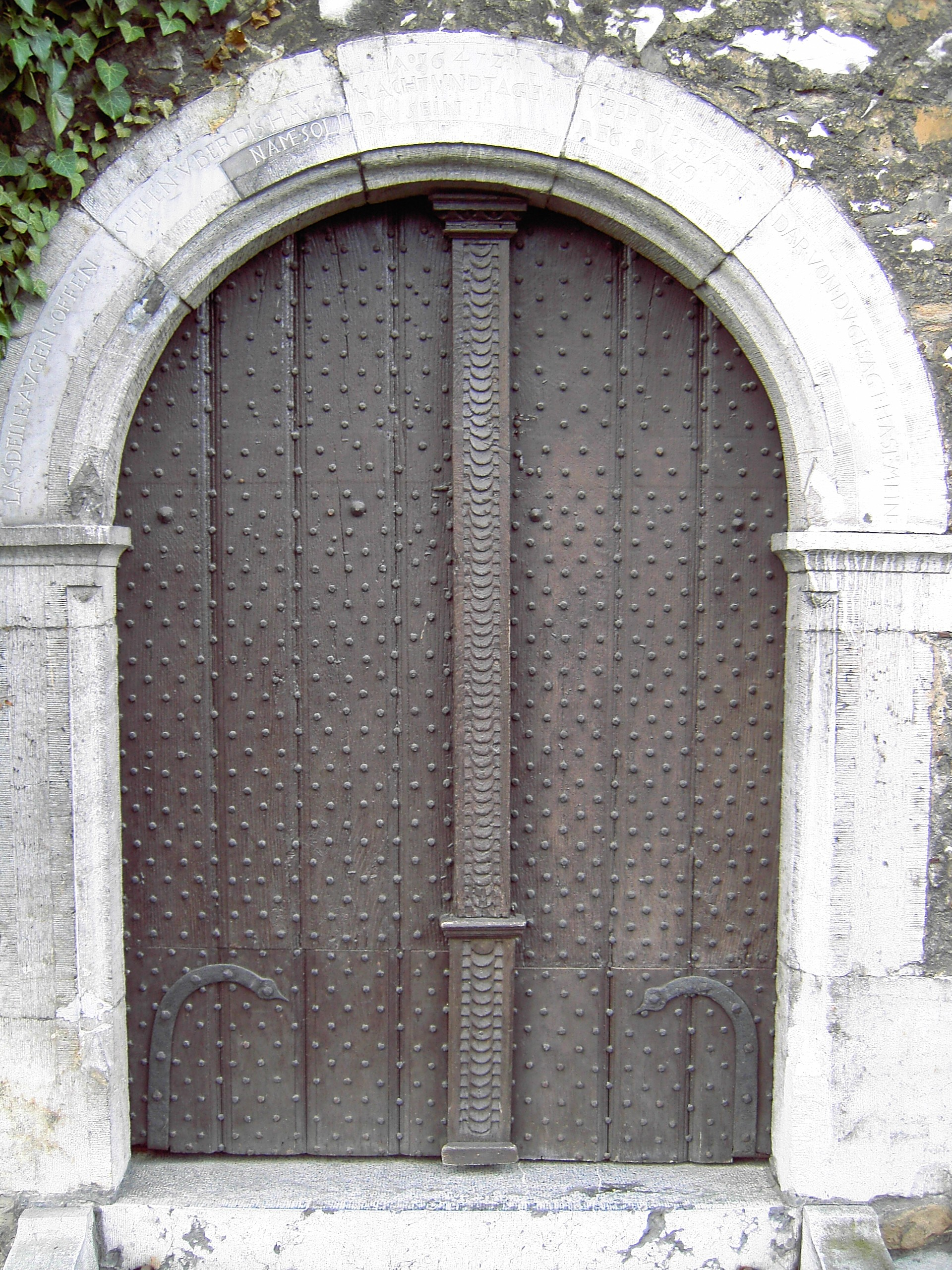
Kirchenpforte

Der Bogen der mit schweren Nägeln beschlagenen und nur von innen zu öffnenden Kirchenpforte trägt die älteste Inschrift der Stadt Stolberg. Sie stammt aus dem Buch der Könige und lautet: „Herr, lass deine Augen offen stehn für dies Haus, Nacht und Tage über die Stätte, davon du gesagt hast: mein Name soll da sein“. Westlich schließt sich ein bauzeitliches Pfarrhaus an. Zu öffnen ist die Kirchentür nur von innen, ursprünglich durch Gemeindemitglieder, die einen Durchgang vom Pfarr- zum Kirchhaus nutzen konnten.
Das älteste Schmuckstück der Kirche ist ein Kirchenfenster aus dem Jahre 1648. Auf ihm ist ein Bibelspruch eingebrannt. Er lautet: „Will Auff den Herrn Schawe. Und des Gottes (meines) Heils erwarten. Ich werde wieder auffkommen und so Ich in Fins(ternis sitze) ist doch der Herr mein Licht, das Ich mine Lost ahn seiner Gnade sehe. Micha am 7. Capittell. Abraham Von der Weiden, Bürger in Hambach Und Catharina Verwoelen Eheleudt Ao 1648“. Ein Teil des Fensters wurde beschädigt und der eingeklammerte Text ergänzt.
Der Altar wurde aus Blausteinquadern gefertigt. Vor ihm befinden sich vier Grabplatten. Die erste trägt die Inschrift: Joh. Peter Wuppermann aus Elverfeld und Barmen, geb. im Jahre 1699, am 27. März 1779 gestorben. Seine Gattin Sara Anna Catharina geb. Eichholtz in Düsseldorf geboren 1700, gestorben 1767. Die Inschrift des zweiten Grabsteins ist kaum lesbar. Lediglich „anno 1688 Augustus Ehlers“ ist erkennbar. Auf dem dritten Grabstein wurde der Spruch „Selig sind die Toten, die in dem Herrn sterben“ angebracht. Darunter folgt: „Hier ruhen die Gebeine einer wahren Freundin Jesu, der Jungfer Catharina Godtschalck, geboren in Burtscheid bei Aachen, gestorben in Stolberg 1735.“ Auf dem vierten Grabstein ist nur noch ein Löwenwappen zu sehen. Die Schrift ist nicht lesbar.
Neben dem Altar befindet sich der Taufstein, der auf einem Grabstein angebracht wurde, auf dem neben einer Lilie der Spruch „Du allein hilfst mir, dass ich hier wohne“ zu finden ist.
Die Kirche besaß bei der Fertigstellung keine Kanzel. Erst durch eine Spende des Bruders von Pastor Blum, Kriegsgerichtsrat Justus Blum in Höhe von dreißig Reichstalern wurde diese errichtet. Da der Betrag nicht komplett ausreichte, spendete Pastor Blum den Differenzbetrag.
Die alte Bibel der Vogelsangkirche wurde von Heinrich August Schleicher am 6. August 1825 gestiftet.
Sowohl das Kreuz als auch die Kerzenleuchter wurden aus Stolberger Messing hergestellt.

### Orgel
Die aus Holz mit barocker Verkleidung gefertigte Orgel wurde erst 53 Jahre nach Fertigstellung der Kirche im Jahre 1701 angeschafft. Das Instrument wurde von dem Orgelbauer Johann Josef Brammertz gebaut. Im Inneren des Instruments wurde die eingebrannte Jahreszahl 1701 angebracht. Im Ersten Weltkrieg wurden die aus Zinn gefertigten Orgelpfeifen eingeschmolzen. 1938 baute die Orgelbaufirma Wilhelm Sauer (Frankfurt/Oder) ein neues Pfeifenwerk in das alte Gehäuse. 1974 wurde das Pfeifenwerk durch den Orgelbauer Willi Peter (Köln) erneut ausgetauscht, und mit einem zweiten, elektrischen Spieltisch ausgestattet. 2005 wurde die Orgel – in Anlehnung an den historischen Zustand – mitteltönig gestimmt.
Die Orgel hat heute fünf Register, vier Manualregister (Manualumfang C – g3: Gedeckt 8′, Prinzipal 4′, Waldflöte 2′, Mixtur IV, 1 1⁄3′) und einen Subbass 16′ im Pedal (Pedalumfang C – f1). Das Manualwerk ist an das Pedal koppelbar.

## Chronologie der Kirche
Die Kirche wurde während eines Erdbebens am 26. Dezember 1755 beschädigt. Durch die Erschütterungen entstand ein handbreiter Riss der sich über die komplette Südseite der Kirche zog.
Nach der im Jahre 1817 ausgerufenen Union durch Friedrich Wilhelm III. kam es zu einer für die Stolberger protestantischen Kirchen negativen Entwicklung. Aachen schloss sich 1837 der ausgerufenen Union an, die Stolberger Gemeinde zögerte noch bis 1860. Kurz zuvor war der Pfarrer der Vogelsangkirche, Pastor Rogge, abberufen worden und das Pfarrhaus verwaist. Die reformierte Schwesterkirche auf dem Finkenberg dominierte in Stolberg und die Vogelsangkirche verlor mehr und mehr an Bedeutung. Die Gemeindemitglieder erwogen eine komplette Schließung. Eine Überprüfung zeigte den hohen Renovierungsbedarf. Ende 1918 entschied das Presbyterium, das Gotteshaus zu erhalten. Die erforderlichen Mittel wurden bereitgestellt. Es dauerte bis 1927, ehe die Arbeiten in Angriff genommen und 1929 beendet werden konnten. Hierbei wurde neben der inzwischen marode gewordenen Kirchendecke die Bestuhlung, der Altar und die Kanzel restauriert.
Da zehn Jahre nach Abschluss der Arbeiten Holzwurmbefall im Gestühl festgestellt wurde und schließlich die zweihundert Jahre alte Orgel ausfiel, begann eine erneute Restaurierung. 1937 wurden ein neues Gestühl und eine neue Orgel bestellt, wobei das Gehäuse des alten Instruments erhalten werden konnte. Der Orgeltisch wurde auf die Empore verlegt, so dass der Altar in einen helleren Kirchenbereich verschoben werden konnte. Zugleich wurde in einem Kellerraum eine Heizung untergebracht sowie eine neue Beleuchtung installiert.